# Podsused-Vrapče

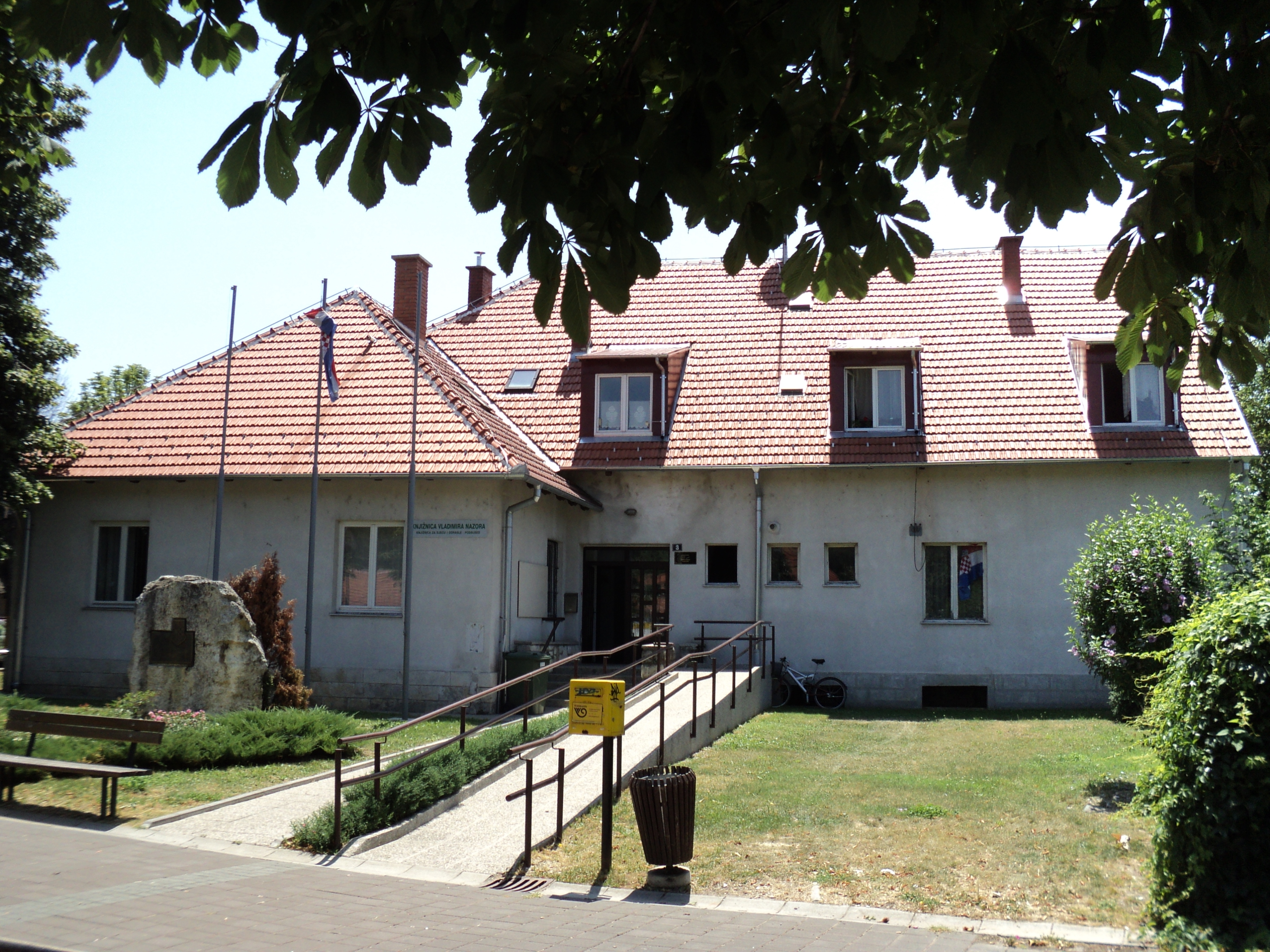
Bibliothek in Podsused

Podsused-Vrapče ist ein Stadtviertel der Hauptstadt von Kroatien, Zagreb. Podsused-Vrapč hat 44.910 Einwohner und ist etwa 3818 ha groß. Der Stadtviertel umfasst sieben Nachbarschaften: Gajnice, Gornje Vrapče, Gornji Stenjevec, Perjavica-Borčeč, Podsused, Stenjevec-sjever und Vrapče-centar.

## Geschichte

### Frühgeschichte
Die Region von Podsused – Vrapče war bereits in prähistorischer Zeit besiedelt. In der Höhle Veternica, oberhalb von Gornji Stenjevec in der Medvednica-Bergkette, wurden Überreste eines frühen Homo sapiens entdeckt, die auf ein Alter von über 35.000 Jahren datiert werden. Neben menschlichen Knochen wurden dort Werkzeuge wie Steinäxte, Spitzen und Schaber gefunden, die auf eine frühe Siedlungstätigkeit hinweisen.

### Antike
Während der Bronzezeit war die Region von der Urnenfelderkultur (ca. 1700–750 v. Chr.) geprägt. Archäologische Funde in der heutigen Bolnička-Straße, darunter Urnengräber, Steinkisten und verschiedene Bronzegegenstände, deuten auf eine dauerhafte Besiedlung hin. Zur Zeit des Römischen Reiches war der Steinbruch von Vrapče von großer Bedeutung. Der hier gewonnene Stein wurde über die Save transportiert und für den Bau von Siedlungen in der Pannonischen Tiefebene genutzt. Eine Hafenanlage befand sich im heutigen Stenjevec.

### Mittelalter
Im Mittelalter wurde das Gebiet durch mehrere Burgen gesichert, darunter die Festung Susedgrad. Der Name „Podsused“ leitet sich von der Lage unterhalb dieser Festung ab. Der Name „Vrapče“ stammt vermutlich vom altslawischen Wort „rab“, was Knecht oder Leibeigener bedeutet, was auf die historische soziale Struktur des Gebiets hinweisen könnte.

### Moderne Entwicklung
Heute ist Podsused – Vrapče ein Stadtbezirk, der sowohl historische als auch moderne Elemente vereint. Neben Wohngebieten gibt es zahlreiche Grünflächen sowie industrielle und wirtschaftliche Einrichtungen. Durch seine geografische Lage stellt der Bezirk eine wichtige Verbindung zwischen Zagreb und den westlichen Regionen Kroatiens dar.

## Rat
Podsused-Vrapče wird seit 24. Juni 2021 von einem Rat vertreten. Der Rat hat 15 Mitglieder.
| Partei | Partei            | Anzahl Vertreter |
| ------ | ----------------- | ---------------- |
|        | Koalition Možemo! | 8                |
|        | Koalition HDZ     | 2                |
|        | Koalition SDP     | 2                |
|        | Bandić Milan 365  | 1                |
|        | Most              | 1                |
|        | Unabhängig        | 1                |